# Associazione Calcio Città di Castello
L'Associazione Calcio Città di Castello è una società calcistica italiana con sede a Città di Castello, in provincia di Perugia. Milita in Promozione, la sesta divisione del campionato italiano di calcio.
Nata come Unione Sportiva Tiferno il 3 settembre 1919, ebbe come primo presidente Venanzio Gabriotti. Il club annovera la partecipazione in passato a quattro campionati in Serie C e due in C2. Ha inoltre militato per quaranta stagioni nella massima lega dilettantistica nazionale. Disputa le partite interne allo stadio comunale "Corrado Bernicchi".

## Storia

### Da U.S. Tiferno ad A.C. Città di Castello (1919-2013)

Una formazione della stagione 1971-1972; si riconosce (in piedi, primo da destra) Antonio Ceccarini.

Fondata nel 1919 come Unione Sportiva Tiferno, tra gli anni 30 e 40 del XX secolo disputò complessivamente tre stagioni in Serie C; partecipò inoltre alla Coppa Italia nelle edizioni 1938-1939, 1939-1940 e 1940-1941. Reiscrittasi ai campionati federali nel 1945 come Associazione Calcio Città di Castello, prese costantemente parte, fra il 1950 e il 1975, ai campionati di Serie D (già "IV Serie" semiprofessionistica fra 1952 e '57), con una nuova apparizione in terza serie nel 1967-68. 
Dopo il biennio 1979-81 in Serie C2, iniziò una fase di alternanza dei biancorossi umbri fra primo livello regionale e serie D. Nel 2000, alla settima annata consecutiva disputata nel Campionato Nazionale Dilettanti (allora nuovo nome della Serie D), retrocesse in Eccellenza regionale; due anni dopo fu messa in liquidazione e l'azienda rilevata, assieme al titolo sportivo, dall'A.C. Città di Castello 1919. Questa nuova società si ritirò infine dalle competizioni nell'estate del 2013 dopo una permanenza costante in Eccellenza, prima categoria regionale, ad eccezione della stagione 2005-06 giocata in Promozione.

### Le rifondazioni degli anni 2010 e 2020 (dal 2014)
Nel 2014 la S.S.D. Group Città di Castello, altro club concittadino sempre militante in Eccellenza, assume la denominazione Società Sportiva Dilettantistica Calcio Città di Castello, ponendosi quindi in continuità con la squadra scomparsa l'anno precedente: riconquista la Serie D dopo quindici anni, non iscrivendosi anch'essa al campionato 2017-2018 dopo la retrocessione.
Viene perciò fondata una nuova società denominata Football Club Castello Calcio S.S.D. S.r.l., dall'unione tra Junior Tiferno e Scuola Calcio Federico Giunti, iscritta alla Seconda Categoria Umbria. Nella stagione 2019-20 partecipa al campionato regionale di Promozione, interrotto anch'esso in anticipo a causa della Pandemia di COVID-19. Nell'estate 2020 questa società, in un progetto di unione e valorizzazione condivisa del calcio tifernate, si fonde con la M.D.L.-San Secondo, club dell'omonima frazione castellana, nel "Football Club Castello Calcio San Secondo S.S.D. S.r.l.", condividendo con essa simbolo e colori sociali (bianco, rosso e blu).
Nell'estate 2022 la S.S.D. Tiferno Lerchi 1919, già militante in Serie D, è acquistata dalla "Il Melograno", e diventa Associazione Calcio Città di Castello, quindi riacquisendo il nome storico della vecchia squadra; nuovo presidente è Paolo Cangi.

## Colori e simboli
I colori sociali sono il bianco e il rosso.

## Strutture

### Stadio
La AC Città di Castello gioca le partite casalinghe allo stadio cittadino intitolato dal 2001 a Corrado Bernicchi, calciatore ed allenatore tifernate degli anni quaranta e cinquanta.

## Organigramma societario
- Paolo Cangi - Presidente
- ? - Direttore sportivo
- Valerio Cardone - Comunicazione e Marketing
- Desiree Baldacci - Ufficio Stampa

## Palmarès

### Competizioni interregionali
- Serie D: 2

1966-1967 (girone C), 1978-1979 (girone C)

### Competizioni regionali
- Prima Divisione: 2

1937-1938, 1949-1950
- Promozione: 4

1976-1977, 1982-1983, 1984-1985, 1990-1991
- Eccellenza: 2

1992-1993, 2014-2015
- Prima Categoria: 1

2018-2019 (girone A)
- Seconda Categoria: 1

2017-2018 (girone A)
- Coppa Italia Dilettanti Umbria: 1

2014-2015

### Altri piazzamenti
- Serie D:

Secondo posto: 1964-1965 (girone C), 1965-1966 (girone D)
Terzo posto: 1970-1971 (girone E), 1971-1972 (girone E)
- Eccellenza:

Secondo posto: 2001-2002
Terzo posto: 2003-2004
- Coppa Italia Dilettanti:

Semifinalista: 2014-2015
- Coppa Italia Dilettanti Umbria:

Finalista: 2001-2002, 2004-2005

## Statistiche e record

### Partecipazione ai campionati
| Livello | Categoria                           | Partecipazioni | Debutto   | Ultima stagione | Totale |
| ------- | ----------------------------------- | -------------- | --------- | --------------- | ------ |
| 3º      | Seconda Divisione                   | 1              | 1926-1927 | 1926-1927       | 5      |
| 3º      | Serie C                             | 4              | 1938-1939 | 1967-1968       | 5      |
| 4º      | Promozione                          | 2              | 1950-1951 | 1951-1952       | 28     |
| 4º      | IV Serie                            | 5              | 1952-1953 | 1956-1957       | 28     |
| 4º      | Campionato Interregionale           | 1              | 1958-1959 | 1958-1959       | 28     |
| 4º      | Serie D                             | 18             | 1959-1960 | 2022-2023       | 28     |
| 4º      | Serie C2                            | 2              | 1979-1980 | 1980-1981       | 28     |
| 5º      | Campionato Interregionale (2° cat.) | 1              | 1957-1958 | 1957-1958       | 16     |
| 5º      | Serie D                             | 2              | 1978-1979 | 1999-2000       | 16     |
| 5º      | Campionato Interregionale           | 7              | 1981-1982 | 1991-1992       | 16     |
| 5º      | Campionato Nazionale Dilettanti     | 6              | 1993-1994 | 1998-1999       | 16     |